# Aelia Flaccilla

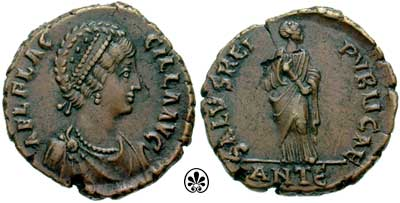
Münzporträt Flaccillas

Aelia Flavia Flaccilla († 386 in Skotumis, Thrakien) war eine römische Kaiserin. Sie war die erste Gattin von Theodosius dem Großen.

## Leben
Flaccilla stammte aus Hispanien. Sie gehörte der dortigen Hocharistokratie an und heiratete um 376 den knapp 30-jährigen Theodosius, einen angesehenen Militär, der ebenfalls aus Spanien stammte und sich nach der Hinrichtung seines Vaters dorthin zurückziehen musste. Um 377 gebar Flaccilla ihren ersten Sohn Arcadius, etwa ein Jahr später – noch vor der Thronbesteigung ihres Gemahls – ihre Tochter Aelia Pulcheria.
379 wurde Theodosius nach der für die Römer katastrophalen Schlacht von Adrianopel zum Kaiser des Ostens erhoben. Flaccilla wurde nun Kaiserin und lebte mit ihrem Gemahl seit 380 in Konstantinopel. Am 9. September 384 kam ihr zweiter Sohn Honorius zur Welt. Pulcheria starb schon um 386 als Kind kurz vor ihrer Mutter. Theodosius ehrte Flaccilla um 384 mit der Verleihung des Titel Augusta, womit er sie nominell sich selbst als Augustus gleichstellte. Dies war seit der Regierung Konstantins des Großen nicht mehr erfolgt. Über Flaccillas Wirken als Kaiserin ist wenig bekannt; und ebenso liegen kaum Informationen vor, welche Rolle sie für ihre Kinder spielte.
Wahrscheinlich zeigte Flaccilla wie spätere Frauen der theodosianischen Dynastie ein gewisses politisches Engagement. Darauf deutet u. a. die Aufstellung ihrer Statue neben jener ihres Gatten im Sitzungssaal des Senats in Konstantinopel hin. Ferner ließ Theodosius eine Statue Flaccillas in Antiochia errichten. Noch zu ihren Lebzeiten wurde auch ein Palast in Konstantinopel, das Palatium Flaccillianum, nach ihr benannt. Politisches Interesse Flaccillas verrät auch das Aussehen ihrer Münzen, auf denen sie im Feldherrnmantel und mit Diadem, Zeichen kaiserlicher Macht, abgebildet ist. Sie war die erste weibliche Angehörige des Kaiserhauses seit Helena, für die wieder Münzen geprägt wurden. Der Aufdruck des Familiennamens Aelia als einer Art weiblicher Titulatur auf den Münzen der Kaiserinnen war seit Flaccilla üblich. Da Theodosius auf keine kaiserlichen Ahnen verweisen konnte, hatte er großes Interesse an der intensiven Präsentation seiner Familie, auch der weiblichen Mitglieder, in der Öffentlichkeit, um seine junge Dynastie im Bewusstsein der Bevölkerung zu verankern. Dies trug zur bedeutenden Rolle der Frauen der Kaiserfamilie am Hof und in der Politik bei.
Flaccilla, die eine Anhängerin des nicaenischen Christentums war, galt als sehr fromm und mildtätig, unterstützte Arme und Kranke und setzte sich entschieden gegen den Arianismus ein. Dies bewog den römischen Presbyter Faustinus, der ein radikaler Anhänger des Bekenntnisses von Nicäa war, seine um 380 verfasste Kampfschrift gegen die Arianer (Adversum Arianos et Macedonianos) der Kaiserin zu widmen. Es war auch auf Flaccillas Einfluss zurückzuführen, dass Theodosius dem führenden Arianer Eunomius, Bischof von Kyzikos, ein Religionsgespräch verweigerte.
Die Kaiserin starb 386 im thrakischen Badeort Skotumis, von wo ihre Leichnam nach Konstantinopel überführt wurde. Der bedeutende Theologe Gregor von Nyssa hielt der Verblichenen – wie schon zuvor ihrer Tochter Pulcheria – die noch erhaltene Leichenrede. Er hatte diesen ehrenvollen Auftrag aufgrund seiner Rednergabe erhalten. In seiner Grabrede auf Flaccilla entwarf er bewegende Bilder. So sprach er wie schon in der Leichenrede auf Pulcheria von einem Erdbeben, das Konstantinopel wegen des Todes der Kaiserin erschüttert habe. Er bemühte noch weitere Vergleiche: Flaccillas Ableben sei wie eine Kriegskatastrophe oder eine Wasserflut; die Zierde des Reichs, die eifrig für den wahren Glauben gekämpft habe, sei von ihnen gegangen.
Nach ihrem Tod heiratete Kaiser Theodosius I. 387 Galla, die Tochter des 375 verstorbenen Kaisers Valentinian I.